# Bob Jones University
Bob Jones University (BJU) är ett privatägt kristet universitet grundat 1927 i College Point, Florida av Bob Jones, sr., en evangelist och väckelsepredikant. 1933 flyttade man till Cleveland, Tennessee, och till nuvarande campus i Greenville, South Carolina 1947. Universitetets nuvarande rektor ("president") är Steve Pettit, som tillträdde 2014, den förste på den posten som inte tillhör familjen Jones.
Antalet studenter är omkring 4 200 och antalet lärare 1 800. Total ges kurser i 126 examensämnen och 14 rena yrkesutbildningar. Svarta (afroamerikaner) kunde antas på universitetet från 1971, förutsatt att de var ogifta. Från och med 1975 kunde - sedan rassegregation förbjudits på privata skolor - även gifta svarta bli studenter på BJU. Kärleksförhållanden över rasgränserna var förbjudna för studenter till 2000. Orsaken till det sistnämnda var grundarens övertygelse att sexuellt umgänge över rasgränser strider mot kristen tro.

## Målsättning och trosbekännelse
Universitetets uttalade målsättning är: 
Inom den akademiska ramen för en universitetsutbildning på vetenskaplig grund finns Bob Jones University för att odla kristuslika personligheter lärda i Skriften; tjänande andra; Gudfruktiga; evangeliserande; och med fokus uppåt.
Fyra dagar i veckan reciterar studenterna "universitetets trosbekännelse" vid andakterna:
Jag tror att Bibeln är Guds ord (både Nya och Gamla testamentet); att skapelsen av människan var en handling direkt av Gud; jag tror ock på inkarnationen av och den obefläckade avelsen av vår Herre och Frälsare, Jesus Kristus; att han är Guds Son; Hans lidande och död som mänsklighetens ställföreträdande försoning med Gud genom blodet på korset; Hans kropps återuppståndelse ur graven; Hans makt att frälsa människan från synden; en ny födelse genom den Helige Ande; och gåvan av evigt liv av Guds nåd.

## Filmproduktion
Bob Jones och hans son ansåg att film var ett bra medium för evangelisation. Därför bildade universitetet 1950 filmbolaget Unusual Films. Bob Jones Jr valde läraren Katherine Stenholm (1917-2015) till att driva verksamheten. Hon hade då ingen erfarenhet av filmproduktion men tog sommarkurser vid University of Southern California och fick instruktioner från professionella filmmakare. Bolaget har producerat sju långfilmer, bland annat Wine of Morning (1955), Red Runs the River (1963), Sheffey (1977) och The Prining (1990), och även ett antal videoproduktioner för barn.

## Några tidigare studenter vid BJU
- Billy Graham, evangelist
- Katherine Helmond, skådespelerska. Studerade ett år och medverkade i filmen Wine of Morning (1955)
- Tim LaHaye
- John F. MacArthur, radiopredikant
- Fred Phelps, pastor vid Westboro Baptist Church, relegerad

## Några hedersdoktorat vid BJU
- Billy Graham
- Jesse Helms, senator
- Chiang Kai-shek
- Lester Maddox, guvernör i Georgia
- Ian Paisley, partiledare för Democratic Unionist Party
- Strom Thurmond, senator från South Carolina
- George Wallace, guvernör i Alabama